# Rytmihäiriö
Rytmihäiriö – fiński zespół z Helsinek. Ich muzyka to połączenie hardcore punku i thrash metalu.

## Dyskografia
Albumy
| Surman siipien havinaa                  | - Data: 1991 - Wydawca: Spinefarm Records              | 33 |
| Saatana on herra                        | - Data: 14 lutego 2005 - Wydawca: If Society           | —  |
| Seitsemän surman siunausliitto          | - Data: 18 października 2006 - Wydawca: Sakara Records | 36 |
| Sarvet, sorkat, salatieteet             | - Data: 27 lutego 2008 - Wydawca: Sakara Records       | 10 |
| Surmantuoja                             | - Data: 12 maja 2010 - Wydawca: Sakara Records         | 6  |
| Todellisuuden mestari                   | - Data: 3 maja 2013 - Wydawca: Sakara Records          | 4  |
| "—" oznacza, że album nie był notowany. |                                                        |    |

EP
| Surmatyö                                | - Data: 1990 - Wydawca: Surmatyö Records  | 47 |
| Ihmisiä kuolee!                         | - Data: 1990 - Wydawca: Spinefarm Records | —  |
| Surmaa kännissä                         | - Data: 2002 - Wydawca: Hukkalevyt        | —  |
| "—" oznacza, że album nie był notowany. |                                           |    |

DVD
| Sakara Tour 2006 (split z Mokoma i Stam1na) | - Data: 23 maja 2007 - Wydawca: Sakara Records | 1 |
| "—" oznacza, że album nie był notowany.     |                                                |   |